# Leia umbrosa
Leia umbrosa är en tvåvingeart som beskrevs av Caspers 1991. Leia umbrosa ingår i släktet Leia och familjen svampmyggor.
Artens utbredningsområde är Frankrike. Inga underarter finns listade i Catalogue of Life.